# 強作用素位相
数学の一分野である関数解析学における強作用素位相（きょうさようそいそう、英: strong operator topology; SOT）とは、ヒルベルト空間上の（あるいは、より一般にバナッハ空間上の）有界作用素全体の成す集合上の局所凸位相で、作用素 T を実数 {\displaystyle \|Tx\|} へと写す評価写像がそのヒルベルト空間内の各ベクトル x について連続であるようなもののうち最弱のものを言う。
SOT は、弱作用素位相よりも強く、ノルム位相よりも弱い。
SOT は、弱作用素位相の備える良い性質をいくつか欠いているが、より強い位相であるため、この位相において様々な物事を証明することはしばしばより簡単なこととなる。さらにそれは自然なことで、なぜならば SOT は単純に作用素の点別収束の位相だからである。
ノルム位相が連続汎函数計算の枠組みを与えるように、SOT は可測汎函数計算の枠組みを与える。
ヒルベルト空間上の有界作用素からなる集合上の線型汎函数で、SOT において連続であるようなものは、WOT（弱作用素位相）においても連続である。このことより、WOT における作用素の凸集合の閉包は、SOT におけるそのような集合の閉包と等しい。
上述の用語は、ヒルベルト空間の作用素の収束の性質を言い換えるものであることにも注意されたい。特に、複素ヒルベルト空間に対しては、偏極公式により、強作用素収束は弱作用素収束を含意することが容易に確かめられる。